# Basento
Basento (łac. Casuentus) – rzeka w południowych Włoszech, o długości 149 km. Wypływa z południowych Gór Apeninskich (Apenin Lukański), na zachód od miasta Potenza. Uchodzi do Zatoki Tarenckiej, która stanowi część Morza Jońskiego, nieopodal Metaponto. Największym miastem leżącym nad rzeką jest Potenza, ośrodek administracyjny regionu Basilicata.